# تیک دت
تِیک دَت (به انگلیسی: Take That) گروه موسیقی پاپ و پاپ راک بریتانیایی است که در سال ۱۹۹۰ شکل گرفت. تیک دت در نیمه نخست دهه ۱۹۹۰ میلادی بسیار موفق بود. آلبوم‌های این گروه فروش خوبی داشتند و ترانه‌هایشان همیشه در رده‌های بالای چارت‌های بریتانیا قرار داشتند. رابی ویلیامز در ژوئیه سال ۱۹۹۵ از گروه جدا شد. دیگر اعضای گروه نیز اندیشه کارهای تکی را داشتند و در ۱۳ فوریه ۱۹۹۶ گروه اعلام انحلال کرد. تیک دت از سال ۲۰۰۵ بدون رابی ویلیامز دوباره شکل گرفت. رابی ویلیامز در سال ۲۰۱۰ دوباره به‌طور رسمی به گروه پیوست .

## آلبوم‌ها
- (۱۹۹۲) Take That & Party
- (۱۹۹۳) Everything Changes
- (۱۹۹۵) Nobody Else
- (۲۰۰۶) Beautiful World
- (۲۰۰۸) The Circus
- (۲۰۱۰) Progress